# Stenus binotatus
Stenus binotatus es una especie de escarabajo del género Stenus, familia Staphylinidae. Fue descrita científicamente por Ljungh en 1804.
Habita en Reino Unido, Suecia, Finlandia, Noruega, Países Bajos, Estonia, Francia, Alemania, Luxemburgo, Austria, Polonia, Italia, Rusia, Grecia y Bélgica.